# Senjehopen
Senjehopen is een plaats in de Noorse gemeente Senja op het gelijknamige eiland in de provincie Troms. Senjehopen telt 308 inwoners (2007) en heeft een oppervlakte van 0,48 km².